# Vertente

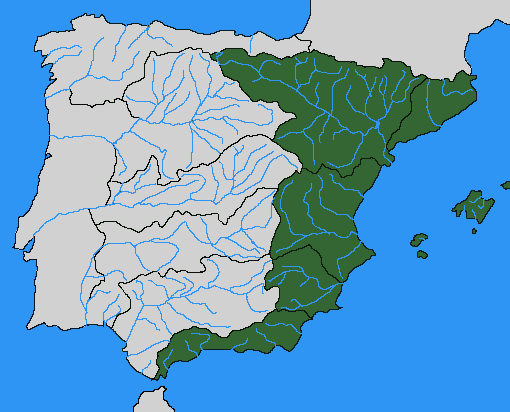
As vertentes Ibéricas

A vertente, encosta ou face, é em geografia qualquer dos lados de uma elevação, como uma montanha, por onde correm as águas, e é neste sentido que se fala de vertente hidrográfica.
A vertente é definida principalmente pelo seu nivelamento, vulgarmente chamado de declive, a inclinação, e o revestimento. Também se pode falar em vertente no sentido de catástrofes naturais, ou seja, de deslizamento de terras, deslizamento de vertentes, cujos vários nomes para esta catástrofe são sinónimos.

## Alpinismo
Em alpinismo fala-se geralmente de parede quando a face, vertente, é quase vertical, como é o caso na face oeste das Drus ou num muro de treino.